# Bremse (Schiff, 1932)
Die Bremse war ein Artillerieschulschiff der deutschen Reichsmarine und Kriegsmarine, das der Artillerieausbildung von Marineangehörigen an Waffen verschiedener Typen und Kaliber diente. Gleichzeitig diente das Schiff zur Erprobung der neuen Dieselmotoren, die später in den Panzerschiffen der Deutschland-Klasse verwendet wurden.

## Entwurf und Bau
Ende der 1920er Jahre wurden erste Entwürfe für einen Ersatz der vorhandenen Artillerieschulboote erstellt, da diese den Anforderungen nicht mehr gerecht wurden. Das geplante Schiff sollte im Ernstfall für Aufklärungszwecke einsetzbar sein und die vergleichsweise kleinen Torpedobooten der Raubvogel- und Raubtier-Klasse gegen moderne Zerstörer unterstützen können. Das Schiff musste also eine entsprechende Bestückung und Standfestigkeit besitzen. Schließlich wurde der Marinewerft Wilhelmshaven der Auftrag für den Schiffsneubau erteilt und dort am 22. April 1930 der Kiel gestreckt. Das Schiff lief am 24. Januar 1931 vom Stapel. Die Taufrede hielt dabei der frühere Kommandant der Bremse, Admiral a. D. Wilhelm Prentzel, die Taufe selbst nahm dessen Frau vor.
Die Bremse verdrängte maximal 1.870 ts, war 103,6 m lang und 9,5 m breit. Das Schiff besaß voll ausgerüstet einem Tiefgang von 2,85 m. Die Bewaffnung bestand aus vier 12,7-cm-Geschützen und vier 3,7-cm-Fla-Geschützen oder vier bis acht 2-cm-Fla-Geschützen. Außerdem waren Aufnahme- und Abwurfvorrichtungen für bis zu 350 Seeminen vorhanden. In einem der Entwürfe war außerdem ein Bordflugzeug und zwei Torpedorohre vorgesehen, was jedoch nicht umgesetzt wurde. Die Maschinenanlage bestand aus acht 8-Zylinder-Dieselmotoren von MAN, die zusammen 28.400 PS leisteten und zwei Schrauben antrieben. Diese verliehen dem Schiff eine Entwurfsgeschwindigkeit von 27 kn und eine Höchstgeschwindigkeit von 29,1 kn. Die Besatzung zählte standardmäßig 192 Mann, konnte jedoch je nach Ausbildung variieren und diese Zahl auch deutlich überschreiten.

## Dienstzeit
Die Bremse wurde am 14. Juli 1932 in Dienst gestellt. Nach Abschluss der Probefahrten, bei denen sich die Dieselanlage bewährte, wurde das Schiff der Schiffsartillerieschule zugeteilt und bis Kriegsausbruch als Ausbildungsschiff eingesetzt. 1933 wurden leichte Umbauten vorgenommen, wobei der Artillerieleitstand am Fockmast entfiel. 1939 wurde die Bremse zu den Dreharbeiten zum Film „Der letzte Appell“ herangezogen und stellte darin den Kreuzer Amphion dar. Hierzu wurde das Schiff mit zwei Schornsteinattrappen versehen, um dem Aussehen der Amphion näher zu kommen.
Nach Kriegsausbruch wurde das Schiff im September 1939 zunächst als Geleitschutz für Minenschiff und Truppentransporte nach Polen eingesetzt, darüber hinaus auch zum Handelskrieg in der Ostsee herangezogen. Von Oktober 1939 bis März 1940 diente die Bremse wieder als Schulschiff. Bei der Invasion von Norwegen im April 1940 gehörte das Schiff zur Kriegsschiffgruppe 3, die den norwegischen Hafen Bergen zu besetzen hatte. Bei dieser Aktion erlitt das Schiff zwei Treffer vom Kaliber 21 cm durch Küstenbatterien und musste in Stavanger repariert werden, was bis zum 5. August dauerte. In der Folgezeit wurde die Bremse mehrfach für den Geleitschutz in der westlichen Ostsee und in norwegischen Gewässern eingesetzt. Am 1. November 1940 wurde das Schiff vom Frachtschiff Donau am Bug gerammt, als es vor Frederikshavn auf der Reede lag. Die entstandenen Schäden wurden bis zum 25. November behoben.
Bereits in der darauffolgenden Woche, am 2. Dezember 1940, erlitt die Bremse im Fåfjord eine Grundberührung und musste bis Anfang Juni 1941 in Stavanger repariert werden. Zu Beginn des deutschen Angriffs auf die Sowjetunion wurde die Bremse von Kiel aus zu Transportsicherungsaufgaben in der Ostsee und nach Nordnorwegen eingesetzt. Dabei wurde sie am 30. Juli 1941 in Kirkenes von 20 Fairey Albacore Torpedobombern und neun Fairey Fulmar Jagdflugzeugen des britischen Flugzeugträgers Victorious angegriffen, ohne allerdings Schaden zu nehmen.

## Versenkung
Nur fünf Wochen später, am 6. September 1941, wendete sich ihr Kriegsglück auf der Höhe des Mageröy-Fjords in Norwegen bei der Operation Gauntlet. Als Begleitschutz für die zwei Truppentransporter und Nachschubschiffe Trautenfels und Barcelona gelang es ihr, die angreifenden britischen Kreuzer Nigeria und Aurora von den Transportern wegzulocken und damit deren Entkommen zu ermöglichen. Die Bremse selbst wurde aber nach einem nächtlichen Artilleriegefecht versenkt. 160 Mann der Besatzung kamen ums Leben.

## Kommandanten
| 14. Juli 1932 bis 26. März 1933           | Korvettenkapitän/Fregattenkapitän Paul Fanger            |
| 26. März 1933 bis September 1934          | Korvettenkapitän Bernhard Liebetanz                      |
| 25. September 1934 bis 12. September 1935 | Korvettenkapitän/Fregattenkapitän Erhard Tobye           |
| September 1935 bis September 1936         | Korvettenkapitän Wilhelm Matthies                        |
| September 1936 bis Oktober 1938           | Fregattenkapitän/Kapitän zur See Eberhard von Goetze     |
| November 1937 bis Juni 1938               | Kapitänleutnant Ernst Dominik (m. d. V. b.)              |
| Oktober 1938                              | Kapitänleutnant Ernst Dominik (m. d. V. b.)              |
| Oktober 1938 bis Dezember 1940            | Korvettenkapitän/Fregattenkapitän Jakob Förschner        |
| Dezember 1940 bis Juni 1941               | Oberleutnant zur See Nikolaus von Jacobs (in Vertretung) |
| Juni bis 6. September 1941                | Korvettenkapitän Hermann von Brosy-Steinberg             |